# Per Erik Sevelin

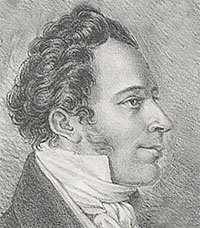
Per Erik Sevelin

Per Erik Sevelin, född 15 mars 1791 i Adolf Fredriks församling i Stockholm , död där 26 augusti 1851, var en svensk skådespelare.

## Biografi
Han var son till frälseinspektoren Per Erik Sevelin och Anna Katarina Nordström. Han var från 1813 gift med sångaren Anna Sofia Sevelin.

### Karriär
Han var elev vid Kungliga Baletten i Operan 1801–1806 men kom därefter att arbeta som skådespelare. Han var engagerad vid Djurgårdsteatern 1806–1811, Dramaten 1811–1838, Mindre teatern 1838–1844 och sedan åter på Dramaten 1844–1847.
Som aktör var han främst uppskattad för sin förmåga till karikatyr i komedier. Han ska ha varit mycket populär under 1820- och 30-talen. Bland hans roller märks titelrollen i Chalumeaux, Jubal i Juden, Pastoureau i Bröderne Philibert, Geronte i Universalarfvingen, baron Torrved i Ålderdom och dårskap, Gyllenparfym i Den okände sonen, Pfefferkorn i N:o 777 eller lotteri på fast egendom.
Nils Arfwidsson beskrev honom: 
"... Vid en skildring af dramatiska scenen, sådan den var på 1820-talet, får man rättvisligen ej glömma Sevelin. Hans fack var egentligen niais- och pajazzo-rollerna, och om han ock ej hade mycken uppfinningsförmåga och egendomlighet, saknade han likväl på intet vis dessa egenskaper. Såsom Longino i »Slottet Monte-nero», Jobal i »Juden», Kusin Pastou-reaux i »Bröderna Philibert», bonden, som vunnit processen, i »Advokaten Pa-telin» och många flere roller har han aldrig kunnat ersättas, och den ende nu för tiden, som skulle kunna sägas med framgång arbeta i hans väg, Fr. Deland, är både mindre flersidig och icke så gripande komisk, har icke heller på långt när så figuren i sin makt. Sevelin kunde märkvärdigt förskapa sig, ehuru inom ett inskränkt fält och hufvudsakligen genom en stor mjukhet och böjlighet i kroppen. Han var alltid mager och kunde med stor illusion göra sig utsvulten nästan till genomskinlighet, men inom karrikeringen låg också hela hans konstnärsskap, som i alla fall var något enformigt, och han hade på scenen så länge och lyckligt återgifvit det besatta och förvridna, buffamessiga, att hela hans väsen, särdeles rösten, alltid och i alla förhållanden bibehöll en komisk anstrykning. [...] Sevelin var i det enskilda lifvet en stilla, hederlig och aktad man, ansågs ock länge för god ekonom, men slutade med att göra konkurs. Med sin hustru, född Thunberg, primadonnan i operan, lefde han i ett lyckligt äktenskap. "